# Tapkast

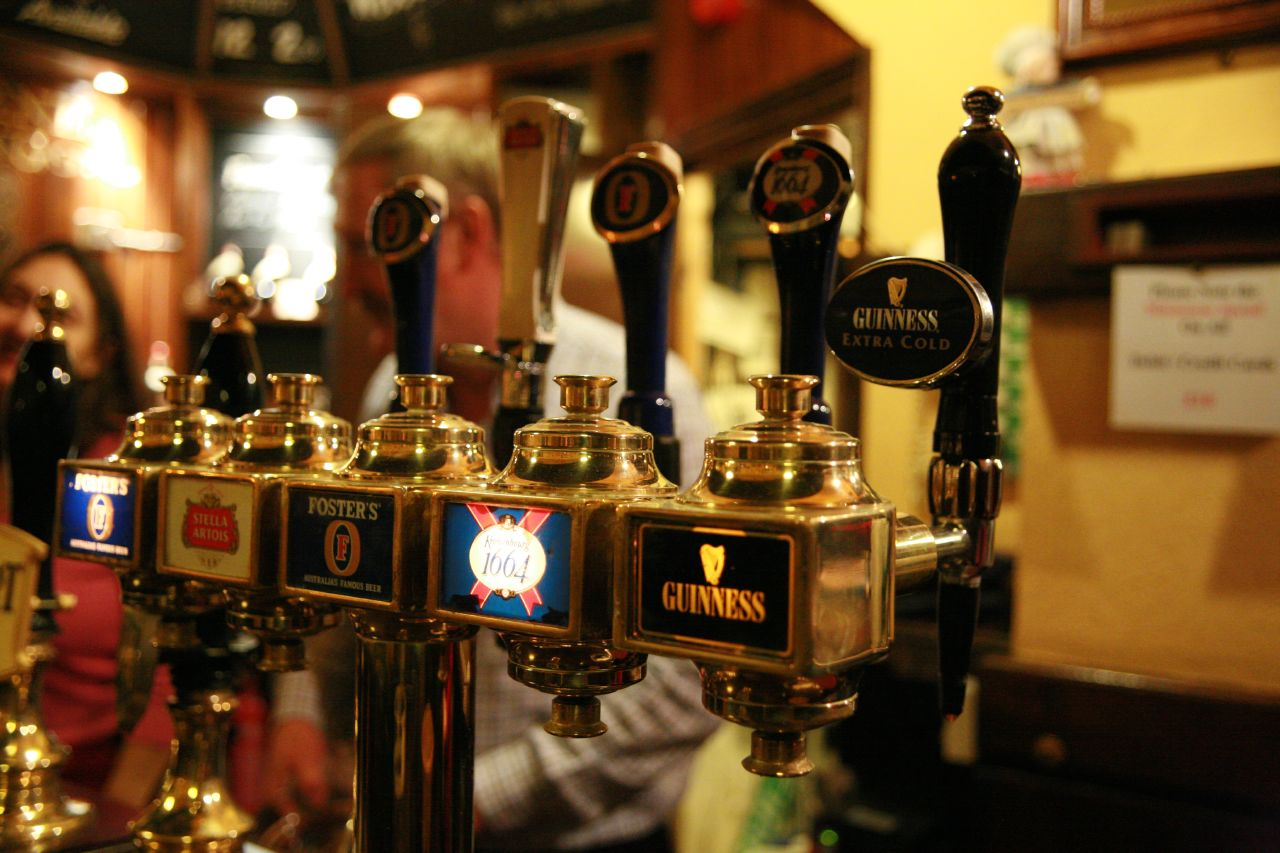
Kraan voor meerdere biersoorten op een tapkast

Een tapkast is een meubel om bier te tappen. Het bestaat uit een ondersteunde meubelstructuur (meestal een toog) met een of meerdere biertappen erop. 
Op deze tappen worden de toevoerleidingen aangesloten samen met een drukvat en een biervat. Door de leidingen vloeit het bier. Deze leidingen liggen in een ruimte waaromheen zich zeer koud water -meestal in bevroren toestand- bevindt om het bier te koelen.